# Custodian helmet

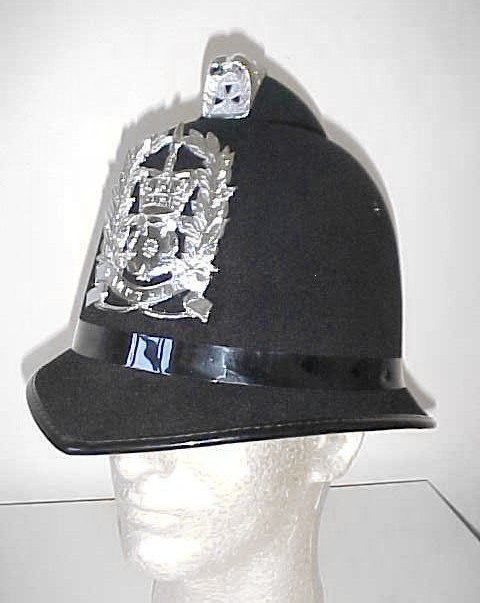
Helm mit etwas untypischem Abzeichen der Polizei von Hampshire

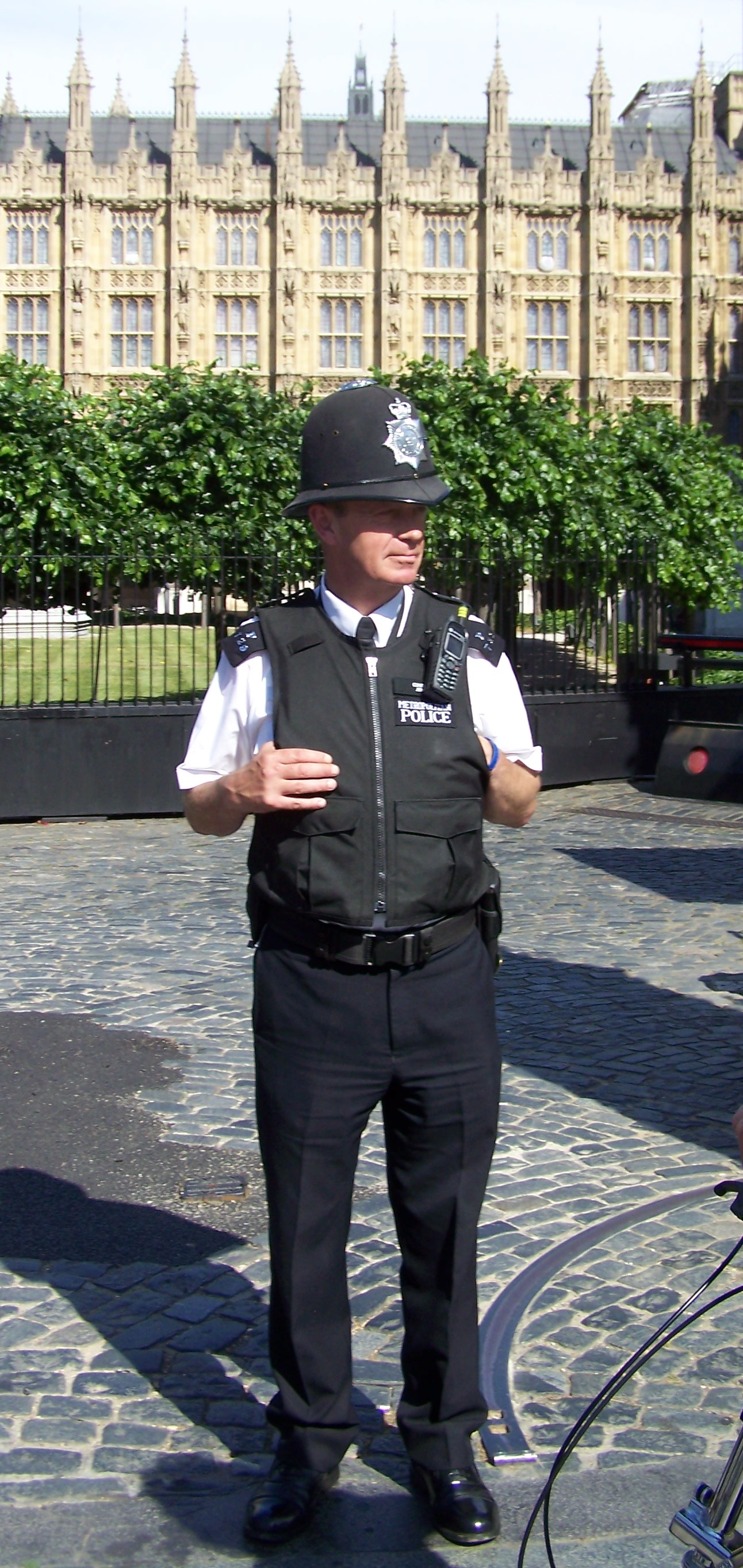
Polizist mit Custodian helmet vor dem Palace of Westminster in London

Der Custodian helmet (engl. etwa: „Aufseher-Helm“) ist die typische Kopfbedeckung der britischen Polizei. Er wird vor allem bei Fußstreifen und dann nur von Männern bis zum Rang des Sergeants getragen.
Der Helm ist bei Polizeieinheiten in England und Wales, aber nicht in Schottland und Nordirland eingeführt. Außerdem tragen den Helm die Polizeieinheiten der British Transport Police, die Ministry of Defence Police in England und Wales, die Polizei auf den Inseln Jersey, Guernsey und Isle of Man, in Gibraltar und Bermuda.
Der Helm wurde 1863 von der Metropolitan Police eingeführt, um den bisher getragenen Zylinder zu ersetzen. Einige Quellen behaupten, als Vorbild habe die kurz zuvor eingeführte preußische Pickelhaube gedient. In der Tat besaßen einige Modelle des 19. Jhs. kleine Metallspitzen – außerdem haben aktuelle Modelle einen flachen Metallpickel an der Oberseite (s. Foto links).
Der Helm besteht aus Kork und ist mit Filz überzogen. Dazu hat er ein Mützenband. An der Spitze des Helmes ist entweder ein Helmkamm, eine Kugel oder ein einfacher Buckel angebracht.  In 23 der 43 Polizeidistrikte ist dies derzeit der Kamm, in 18 der Buckel und nur in vier Distrikten die Kugel. Helme mit Pickeln werden nicht mehr benutzt.
Der Helm besitzt außerdem einen Kinnriemen, wobei dieser von den meisten Polizisten nicht benutzt wird.
Außer bei der Polizei der City of London, der von Hampshire und von West Mercia wird als Wappen auf den Helmen der Stern von Braunschweig verwendet, eine traditionelle Wappenunterlage in Großbritannien.
Ähnliche Helme wurden in Australien und Neuseeland getragen, sind aber mittlerweile ausgemustert.